# Kelmis
Kelmis (en való Calmène, en fràncic Kelmes i en francès la Calamine) és un municipi belga de la província de Lieja a la regió valona i a la Comunitat Germanòfona de Bèlgica. Es troba a 5 kilòmetres d'Aquisgrà i està regat pel Geul i pel Tüljebach.

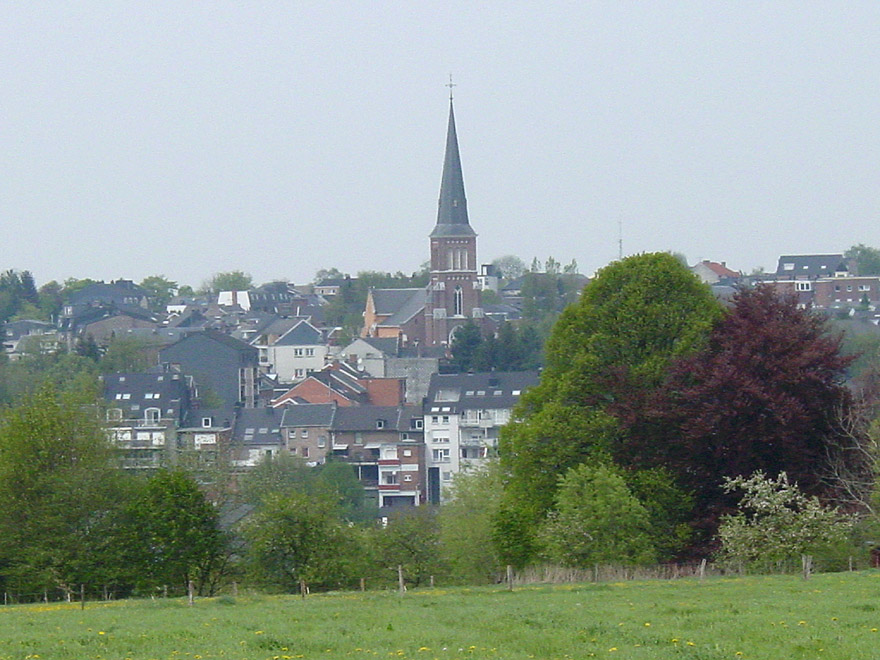
Panorama

 El territori al voltant de la Vieille Montagne (mineria de zinc) fou semi-independent entre 1816 i 1919 amb el nom de Moresnet Neutral. Fins 1919 era l'únic quadrifini internacional d'Europa. També forma part dels Cantons de l'Est, que foren atorgats a Bèlgica pel Tractat de Versalles de 1919. La història coïncideix amb la de Moresnet Neutral.
El municipi es compon des de la fusió de l'1 de gener de 1977 de Kelmis, Neu-Moresnet i Hergenrath.

## Llocs d'interès

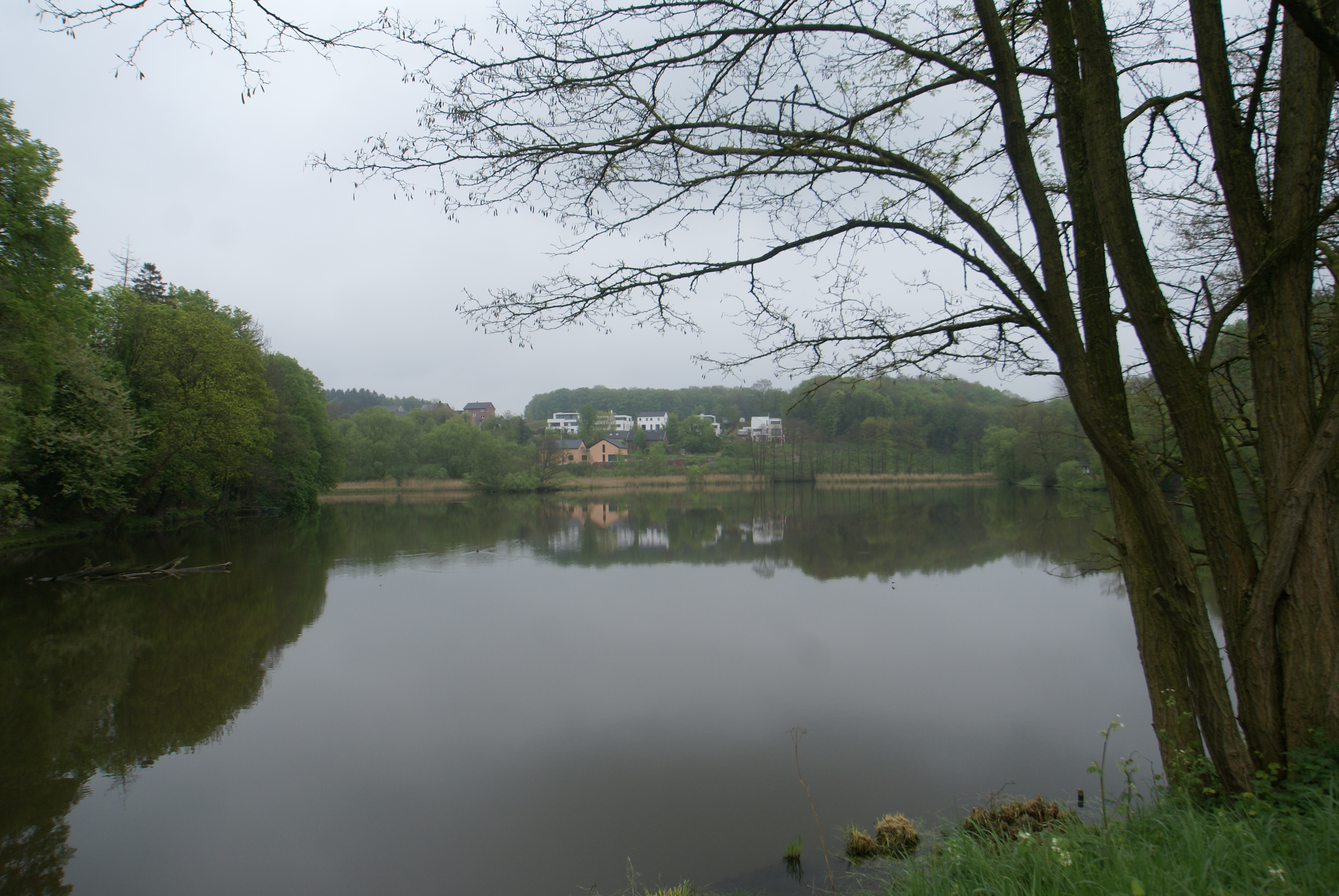
El Casinoweiher

- La reserva natural Altenberg amb el llac Casinoweiher i els munts d'escòries
- Les tres fronteres
- El castell Eyneburg, l'únic bastió del ducat de Limburg conservat
- La casa de la vila
- El Göhltalmuseum (museu de la vall del Geul)
- El pont ferroviari Hammerbrücke
- La capella de Sant Roc